# Don Verdean
Don Verdean is een Amerikaanse komische film uit 2015, geregisseerd door Jared Hess. De film ging in wereldpremière op 28 januari op het Sundance Film Festival.

## Verhaal
Don Verdean is een gelovig man die zijn leven gewijd heeft aan het zoeken van artefacten over Jezus Christus. Hij reist met zijn kampeerauto van stad tot stad, begeleid door zijn trouwe assistente Carol. Ze verspreiden het woord van God en leuren met boeken en dvd’s. Wanneer de evangelische prediker Tony Lazarus geld in hun kleine onderneming steekt, neemt de druk naar het vinden van relikwieën toe en wordt het steeds moeilijker het rechte pad te blijven bewandelen.

## Rolverdeling
| Acteur          | Personage        |
| --------------- | ---------------- |
| Sam Rockwell    | Don Verdean      |
| Jemaine Clement | Boaz             |
| Amy Ryan        | Carol            |
| Danny McBride   | Tony Lazarus     |
| Leslie Bibb     | Joylinda Mazarus |
| Will Forte      | Pastor Fontaine  |